# Кармела Шмідт
Кармела Шмідт  (нім. Carmela Schmidt, 16 травня 1962) — німецька плавчиня, олімпійська чемпіонка.

## Виступи на Олімпіадах
| Олімпіада   | Дисципліна                            | Місце |
| ----------- | ------------------------------------- | ----- |
| Москва 1980 | плавання на 200 метрів вільним стилем | 3     |
| Москва 1980 | плавання на 400 метрів вільним стилем | 3     |
| Москва 1980 | естафета 4 × 100 вільним стилем       | 1     |